# الأشقاء سيسترز (فلم)
الأشقاء سيسترز هو فيلم كوميديا سوداء عن الغرب الأمريكي صدر في عام 2018 ، الفيلم من إخراج و سيناريو جاك أوديار و أيضا شارك في كتابته توماس بدجاين ، الفيلم مبني علي رواية تحمل نفس الاسم كتبها باتريك ديويت. الفيلم من بطولة جون سي رايلي وخواكين فينيكس و هما يلعبان دور قاتلان سئ السمعة. الفيلم هو أول فيلم باللغة الإنجليزية للمخرج أوديار.

## العرض الأول
العرض الأول كان في مهرجان فينيسيا السينمائي الدولي في 2 أيلول / سبتمبر 2018. وصدر في دور العرض في 21 أيلول / سبتمبر 2018 عن طريق شركة  انابورنا.

## الطاقم
- جون سي رايلي في دور ايلي سيسترز، قاتل محترف
- خواكين فينيكس في دور تشارلي سيسترز، قاتل محترف
- جيك جيلنهال في دور جون موريس، المحقق
- ريز أحمد في دورهيرمان كيرميت، الكيميائي
- ريتشارد الفرامل في دورريكس
- أليسون تولمان في دور الفتاة مايفيلد

## الإصدار
العرض الأول كان في مهرجان فينيسيا السينمائي الدولي في 2 أيلول / سبتمبر 2018. و عرض في مهرجان تورونتو السينمائي الدولي في 7 أيلول / سبتمبر 2018. وصدر في دور السينما في 21 أيلول / سبتمبر 2018.